# Song (kejsarinna)
Song, född okänt år, död 178, var en kinesisk kejsarinna, gift med kejsar Han Lingdi. 
Hon utnämndes till kejsarinna på grund av sin börd, men var aldrig populär hos kejsaren. Hon avsattes sedan en komplott iscensatt av konkubiner och eunucker framgångsrikt hade anklagat henne för häxeri. 